# Boiling Point
Boiling Point (3-4x10月, San tai Yon ekkusu Jugatsu) es una película japonesa de acción y comedia dirigida y escrita por Takeshi Kitano en el año 1990. Segunda de las películas dirigidas por Kitano configura un drama de estilo personal acerca de la Yakuza. Obtuvo una nominación en los premios de la Academia Japonesa de Cine y un galardón en el Festival de Cine Joven de Turín.

## Argumento
La película muestra el lúgubre viaje que deben realizar desde Okinawa a Tokio dos jóvenes jugadores de béisbol en busca de venganza al ser herido su entrenador (antiguo yakuza) por la mafia. Uehara (Kitano), un psicópata amoral y desagradable que se ve inmerso en un mundo de códigos de honor de estos dos jóvenes, no dudará en asesinar a sus jefes en Tokio, violar e incluso mutilar a su leal compañero con tal de ayudar a los protagonistas en su cacería.

## Reparto
- Takeshi Kitano - Uehara
- Yūrei Yanagi - Masaki
- Yuriko Ishida - Sayaka
- Taka Guadalcanal - Takashi Iguchi
- Duncan - Kazuo
- Eri Fuse - Fumiyo
- Makoto Ashikawa - Akira
- Rasshâ Itamae - Takuya
- Tsumami Edamame - Saburou
- Bannai Matsuo - Naoya
- Rakkyo Ide - Hajime
- Meijin Serizawa - Makoto
- Kengakusha Akiyama - Empleado de la gasolinera
- Naoko Shinohara - Sumiyo
- Etsushi Toyokawa - Okinawa-Rengou Kumichou
- Kenji Shiija - Secuaz
- Makoto Tsugawa - Secuaz
- Shôichirô Sakata - Secuaz
- Shinobu Tsuruta - Encargado de la estación de servicio
- Hitoshi Ozawa - Kanai
- Naotaka Hanai - Joven rico en motocicleta
- Fumizou Tachibanaya - Hen na turi-bito

## Recepción
La cinta obtiene críticas positivas en los portales de información cinematográfica y mayoritariamente favorables entre los críticos profesionales. En IMDb con 6.751 valoraciones de usuarios obtiene una puntuación de 6,7 sobre 10. La comunidad de usuarios de FilmAffinity, con 2.337 votos, le otorgan una valoración de 6,2 sobre 10. En el agregador Rotten Tomatoes registra una calificación de "fresco" para el 63% de los más de 1.000 usuarios que han compartido su opinión y para el 97% de las 17 críticas profesionales computadas.
Lisa Alspector en su crítica de 1985 para el diario Chicago Reader destacó que "la alegoría de este thriller de yakuzas se me escapa, pero el manejo de tonos del director y guionista Takeshi Kitano, que van de lo depresivo a lo hilarante, es impresionante". Lawrence Van Gelder en The New York Times la calificó en 1999 como "una interesante tragicomedia de malas costumbres" alabando la representación de Uehara por parte de Kitano. Roberto Cueto en la revista Fotogramas, en su crítica para la película Brother (2000), destacó del director "estamos ante el hombre que ya en Boiling Point se había cachondeado del ritual yakuza y que en Sonatine ponía en evidencia lo delgada que es la línea que separa el juego infantil de la violencia adulta". En 2012 Geoff Andrew en la revista Time Out la califica como "la película más divertida hasta la fecha de uno de los directores más importantes de los 90".

## Análisis
La película es un retrato de personajes mundanos del Japón de principios de los noventa puestos en una situación extrema, lo que les llevará a unirse y actuar con violencia. La película es la más surrealista del autor. No tuvo una gran acogida por parte de la crítica y público, a pesar de sus muchas virtudes reconocidas a posteriori y de la impactante crudeza de algunos de sus personajes, sobre todo los relacionados con el mundo de la Yakuza. 
La aparición de Kitano comprende media hora de metraje que es la más intensa de la película. Los aspectos sórdidos del viaje son explotados por el directo demostrando pericia en la composición de planos y en la dirección sobria pero efectiva de sus actores. Sus siguientes películas sobre el mundo Yakuza, como Outrage (2010), obtendrían un gran éxito en Japón y el resto del mundo.

## Banda sonora
La banda sonora de la película no cuenta con ningún tipo de música cinematográfica como es habitual en los filmes de Kitano a cargo Joe Hisaishi, pero suple la falta de música con un complejo trabajo de sonorización de atmósferas.